# سليمان شاه الأول سلطان قدح
بادوكا سري السلطان سليمان شاه الأول بن السلطان إبراهيم شاه (توفي 2 أغسطس 1423) كان السلطان السابع لسلطنة قدح. كان عهده من 1373 إلى 1423. شهد عهده غزوًا من سلطنة ساموديرا باساي لبعض المدن في قدح.